# Cachingues
Cachingues, também grafada como Kachingues, é uma vila e comuna angolana que se localiza na província do Bié, pertencente ao município de Chitembo.